# Miconia fasciculata
Miconia fasciculata är en tvåhjärtbladig växtart som beskrevs av George Gardner. Miconia fasciculata ingår i släktet Miconia och familjen Melastomataceae. Utöver nominatformen finns också underarten M. f. catharinensis.